# Karl-Heinz Soukal
Karl-Heinz Soukal (* 25. Januar 1940 im Schönhengstgau, Reichsgau Sudetenland) ist ein Brigadegeneral außer Dienst des Heeres der Bundeswehr. 

## Leben
Soukal erlangte 1957 die Mittlere Reife und schloss 1961 die Berufsausbildung zum Maschinenschlosser ab. Danach trat er als Grundwehrdienstleistender beim Panzerbataillon 354 in Hammelburg in die Bundeswehr ein, verpflichtete sich als Soldat auf Zeit und wurde zum Unteroffizier ausgebildet. 1966 wurde er zum Leutnant befördert und war in seiner ersten Verwendung als Offizier des Truppendienstes in Munster im Panzerlehrbataillon 94 Zugführer. 1971 wurde er Kompaniechef im Panzerbataillon 64 in Stadtallendorf.
Von 1975 bis 1977 absolvierte Soukal den 18. Generalstabslehrgang Heer an der Führungsakademie der Bundeswehr in Hamburg, wo er zum Offizier im Generalstabsdienst ausgebildet wurde. Seine Lehrgangsarbeit schrieb er über die Rechtsgrundlagen für den Aufenthalt alliierter Militärmissionen in der Bundesrepublik Deutschland und der Deutschen Demokratischen Republik. Anschließend war er Generalstabsoffizier im Stab der Panzerbrigade 36 in Bad Mergentheim, wurde 1980 zum Oberstleutnant befördert und 1981 Bataillonskommandeur des Panzerbataillons 174 in Hamburg. Ab 1983 war er Referent im Referat IV 1 Führungsstab des Heeres im Bundesministerium der Verteidigung auf der Hardthöhe in Bonn, war von Januar 1986 bis Oktober 1988 Chef des Stabes der 1. Panzerdivision in Hannover und wurde zum Oberst ernannt. 1989 studierte er am Royal College of Defence Studies in London.
Soukal war vom 21. Dezember 1989 bis 27. September 1991 Brigadekommandeur der Panzergrenadierbrigade 35 in Hammelburg. Er war im Zentralen Auflösungsstab der ehemaligen Grenztruppen der DDR im Bundeswehrkommando Ost tätig. Bis 1993 war er Geschäftsführer der Gesellschaft zum Abbau und zur Verwertung von Altanlagen und Altlasten in Bestensee, deren Gegenstand der Abbau von Grenzbefestigungsanlagen einschließlich der Minennachsuche an der ehemaligen innerdeutschen Grenze und an der ehemaligen Grenze von Berlin (West) war und ferner dem Zweck diente, Altanlagen und Altlasten, insbesondere militärische Altanlagen zu beseitigen und schadlos zu verwerten. Soukal besuchte 1993 das NATO Defense College in Rom und wurde zum Brigadegeneral ernannt. Am 1. August 1993 wurde Leiter des Verbindungskommandos des Allied Land Forces Central Europe im Hauptquartier der Alliierten Luftstreitkräfte Europa Mitte der NATO in Ramstein. 1999 wurde er in den Ruhestand versetzt.
Soukal ist römisch-katholisch, verheiratet und hat zwei Töchter.

## Auszeichnungen
- Verdienstkreuz am Bande des Verdienstordens der Bundesrepublik Deutschland
- Ehrenkreuz der Bundeswehr in Gold
- Großoffizierkreuz des Verdienstordens der Republik Finnland